# Raúl J. Marsal Córdoba
Raúl J. Marsal Córdoba (Argentina, 1915 - México, 1990) fue un ingeniero civil, catedrático e investigador argentino nacionalizado mexicano. Se especializó en mecánica de suelos y en ingeniería geotécnica. Realizó estudios sobre el subsuelo de la Ciudad de México y proyectos para la construcción de varias presas.

## Estudios y docencia
Cursó sus estudios de grado en la Universidad Nacional de Buenos Aires, recibiendo el título de Ingeniero Civil. Posteriormente se trasladó a Estados Unidos para cursar estudios de posgrado: una maestría en mecánica de suelos en el Instituto Tecnológico de Massachusetts (MIT) y un doctorado en la Universidad de Harvard. Fue discípulo de Karl von Terzaghi y Arthur Casagrande. Imposibilitado de regresar a Argentina por el gobierno de régimen de ese momento optó por radicarse en México. 
Fue fundador de la División de Estudios de Posgrado en la Facultad de Ingeniería de la Universidad Nacional Autónoma de México (DEPFI).

## Investigador y académico
Se trasladó a México en 1945. Durante quince realizó investigaciones sobre el comportamiento estructural de las arcillas del valle de México colaborando con Fernando Hiriart Balderrama y Raúl Sandoval Landázuri en el Instituto de Ingeniería de la Universidad Nacional Autónoma de México (UNAM). Realizó pruebas en más de diez mil especímenes de arcilla para clarificar el hundimiento y zonificación del subsuelo de la Ciudad de México. Publicó el libro El subsuelo de la ciudad de México en coautoría con Marcos Mazari Menzer en 1960, la obra fue presentada en el 1.er Congreso Panamericano de Mecánica de Suelos y Cimentaciones. Mantuvo una relación profesional con Nabor Carrillo participando en el Proyecto Texcoco.
Trabajó en el diseño de presas en la Secretaría de Recursos Hidráulicos y posteriormente se unió a la Comisión Federal de Electricidad (CFE) en donde fue asesor técnico de 1962 a 1986. Codirigió con Daniel Reséndiz Núñez la publicación del libro Presas de tierra y enrocamiento en 1975 y Comportamiento de presas construidas en México en 1976, este último fue presentado durante el XII Congreso Internacional de Presas. Entre los proyectos en los que colaboró destacan la presa Infiernillo, la presa Chicoasén y la presa Aguamilpa (inaugurada en 1994).
Por invitación del ingeniero Bernardo Quintana Arrioja, fue uno de los miembros fundadores de Ingenieros Civiles Asociados (ICA). Fue asesor técnico de la Comisión Nacional del Agua colaborando con el proyecto El Purgatorio para el suministro de agua de la ciudad de Guadalajara.

## Premios y distinciones
- Premio Ader en 1941.
- Doctor honoris causa por la Universidad Nacional Autónoma de México en 1964.
- Premio Nacional de Ciencias y Artes en el área de Tecnología y Diseño por la Secretaría de Educación Pública en 1982.